# Gulpen (Plombières)
Ne doit pas être confondu avec Gulpen-Wittem.
Gulpen est un hameau de la province de Liège faisant administrativement partie de la commune de Plombières, en région wallonne de Belgique. 
Avant la fusion des communes de 1977, Gulpen faisait partie de la commune de Hombourg.

## Situation
Ce hameau s'étire sur plus de 3 km le long de la vallée de la Galoppe appelée aussi Gulpe depuis sa source et entre les villages de Henri-Chapelle et Hombourg. La Galoppe est un affluent de la Gueule. La vallée est asymétrique, le versant oriental étant plus raide que le versant occidental.

## Description
Dans un environnement de prairies bordées de haies, ce hameau rural très étiré possède plusieurs fermes et fermettes en brique dont certaines ont été érigées au cours du XVIIIe siècle. Ces habitations sont implantées soit en fond de vallée soit sur un des versants. Parmi ces fermes, la ferme de Hoof  possède une inscription datée dans un écu : ANNO/17 IM 31.